# Monteforte Irpino
Monteforte Irpino község (comune) Olaszország Campania régiójában, Avellino megyében.

## Fekvése
A megye keleti részén fekszik. Határai: Avellino, Contrada, Forino, Mercogliano, Moschiano, Mugnano del Cardinale, Taurano és Visciano.

## Története
A longobárd időkben alapították (6-7. század). A következő századokban nemesi birtok volt. A 19. században nyerte el önállóságát, amikor a Nápolyi Királyságban felszámolták a feudalizmust.

## Népessége
A népesség számának alakulása:

## Főbb látnivalói
- San Nicola-templom
- San Martino-templom